# Indocypha katharina
Indocypha katharina – gatunek ważki z rodziny Chlorocyphidae. Występuje w południowych Chinach oraz północnym Wietnamie.